# Agrostis nigritella
Agrostis nigritella é uma espécie de gramínea do gênero Agrostis, pertencente à família Poaceae.